# Francia en los Juegos Paralímpicos de Turín 2006
Francia estuvo representada en los Juegos Paralímpicos de Turín 2006 por un total de 19 deportistas, 14 hombres y cinco mujeres.

## Medallistas
El equipo paralímpico francés obtuvo las siguientes medallas:
| Nombre             | Deporte        | Evento                                        |
| ------------------ | -------------- | --------------------------------------------- |
| Oro                |                |                                               |
| Anne Floriet       | Biatlón        | 12,5 km de pie femenino                       |
| Pascale Casanova   | Esquí alpino   | Descenso discapacidad visual femenino         |
| Pascale Casanova   | Esquí alpino   | Eslalon discapacidad visual femenino          |
| Solène Jambaqué    | Esquí alpino   | Descenso de pie femenino                      |
| Solène Jambaqué    | Esquí alpino   | Supergigante de pie femenino                  |
| Nicolas Bérejny    | Esquí alpino   | Eslalon discapacidad visual masculino         |
| Nicolas Bérejny    | Esquí alpino   | Eslalon gigante discapacidad visual masculino |
| Plata              |                |                                               |
| Solène Jambaqué    | Esquí alpino   | Eslalon de pie femenino                       |
| Pascale Casanova   | Esquí alpino   | Eslalon gigante discapacidad visual femenino  |
| Bronce             |                |                                               |
| Anne Floriet       | Biatlón        | 7,5 km de pie femenino                        |
| Solène Jambaqué    | Esquí alpino   | Eslalon gigante de pie femenino               |
| Nicolas Bérejny    | Esquí alpino   | Descenso discapacidad visual masculino        |
| Denis Barbet       | Esquí alpino   | Descenso sentado masculino                    |
| Anne Floriet       | Esquí de fondo | 10 km de pie femenino                         |
| Alain Marguerettaz | Esquí de fondo | 5 km silla de esquí masculino                 |